# Веслування на байдарках і каное на літніх Олімпійських іграх 2016 — байдарки-одиночки, 1000 метрів (чоловіки)
Змагання з веслування на байдарках-одиночках на дистанції 1000 м серед чоловіків на літніх Олімпійських іграх 2016 пройшли 15-16 серпня на озері Родріго-де-Фрейташ.

## Порядок проведення
Змагання включали кваліфікаційні запливи, півфінали та фінал. По п'ять перших учасників попередніх запливів і найшвидший наступний виходили у півфінали. По чотири спортсмени з кожного півфіналу, що показали найкращі результати, виходили у фінал «А». Інші півфіналісти змагалися у фіналі «Б».

## Розклад
Хронологія за бразильським часом (UTC−3)
| Дата                 | Час        | Етап                  |
| -------------------- | ---------- | --------------------- |
| 15 серпня, понеділок | 9:06 10:21 | Кваліфікація Півфінал |
| 16 серпня, вівторок  | 9:04       | Фінал                 |

## Результати

### Попередні запливи
У півфінали виходять по п'ять перших байдарочників з кожного запливу, а також найкращий шостий.

#### Заплив 1
| Місце | спортсмен         | Країна           | Час      | Примітки |
| ----- | ----------------- | ---------------- | -------- | -------- |
| 1     | Рене Поульсен     | Данія (DEN)      | 3:35.722 | SF       |
| 2     | Петер Гелле       | Словаччина (SVK) | 3:36.342 | SF       |
| 3     | Адам ван Коверден | Канада (CAN)     | 3:37.212 | SF       |
| 4     | Рафал Росольський | Польща (POL)     | 3:37.700 | SF       |
| 5     | Балінт Копаш      | Угорщина (HUN)   | 3:38.011 | SF       |
| 6     | Мірослав Кірчев   | Болгарія (BUL)   | 3:39.363 |          |
| 7     | Фабіо Вісс        | Швейцарія (SUI)  | 3:41.985 |          |

#### Заплив 2
| Місце | спортсмен         | Країна          | Час      | Примітки |
| ----- | ----------------- | --------------- | -------- | -------- |
| 1     | Йозеф Достал      | Чехія (CZE)     | 3:35.342 | SF       |
| 2     | Маррей Стюарт     | Австралія (AUS) | 3:36.210 | SF       |
| 3     | Сірілл Карре      | Франція (FRA)   | 3:36.322 | SF       |
| 4     | Деян Пажич        | Сербія (SRB)    | 3:36.884 | SF       |
| 5     | Роман Аношкін     | Росія (RUS)     | 3:37.296 | SF       |
| 6     | Альберто Ріккетті | Італія (ITA)    | 3:37.610 |          |
| 6     | Ілля Голендов     | Казахстан (KAZ) | 3:37.953 |          |

#### Заплив 3
| Місце | спортсмен        | Країна              | Час      | Примітки |
| ----- | ---------------- | ------------------- | -------- | -------- |
| 1     | Фернандо Пімента | Португалія (POR)    | 3:33.140 | SF       |
| 2     | Макс Гофф        | Німеччина (GER)     | 3:33.585 | SF       |
| 3     | Маркус Вальц     | Іспанія (ESP)       | 3:33.786 | SF       |
| 4     | Олексій Мочалов  | Узбекистан (UZB)    | 3:34.469 | SF       |
| 5     | Артур Петерс     | Бельгія (BEL)       | 3:34.781 | SF       |
| 6     | Мохамед Мрабет   | Туніс (TUN)         | 3:35.084 | SF       |
| 7     | Мартін Макдавелл | Нова Зеландія (NZL) | 3:39.588 |          |

### Півфінали
У фінал 'A' виходять по чотири перші байдарочники з кожного півфіналу. Решта беруть участь у фіналі 'B'.

#### Заплив 1
| Місце | спортсмен         | Країна           | Час      | Примітки |
| ----- | ----------------- | ---------------- | -------- | -------- |
| 1     | Маррей Стюарт     | Австралія (AUS)  | 3:32.602 | FA       |
| 2     | Фернандо Пімента  | Португалія (POR) | 3:33.420 | FA       |
| 3     | Маркус Вальц      | Іспанія (ESP)    | 3:33.781 | FA       |
| 4     | Рене Поульсен     | Данія (DEN)      | 3:34.344 | FA       |
| 5     | Балінт Копаш      | Угорщина (HUN)   | 3:34.772 | FB       |
| 6     | Адам ван Коверден | Канада (CAN)     | 3:36.230 | FB       |
| 7     | Артур Петерс      | Бельгія (BEL)    | 3:37.586 | FB       |
| 8     | Dejan Pajić       | Сербія (SRB)     | 3:48.158 | FB       |

#### Заплив 2
| Місце | спортсмен         | Країна           | Час      | Примітки |
| ----- | ----------------- | ---------------- | -------- | -------- |
| 1     | Роман Аношкін     | Росія (RUS)      | 3:34.833 | FA       |
| 2     | Макс Гофф         | Німеччина (GER)  | 3:36.136 | FA       |
| 3     | Петер Гелле       | Словаччина (SVK) | 3:36.193 | FA       |
| 4     | Йозеф Достал      | Чехія (CZE)      | 3:36.384 | FA       |
| 5     | Олексій Мочалов   | Узбекистан (UZB) | 3:36.968 | FB       |
| 6     | Cyrille Carré     | Франція (FRA)    | 3:38.115 | FB       |
| 7     | Рафал Росольський | Польща (POL)     | 3:38.379 | FB       |
| 8     | Mohamed Mrabet    | Туніс (TUN)      | 3:43.145 | FB       |

### Фінали

#### Фінал B
| Місце | Спортсмен         | Країна           | Час      |
| ----- | ----------------- | ---------------- | -------- |
| 1     | Адам ван Коверден | Канада (CAN)     | 3:31.872 |
| 2     | Bálint Kopasz     | Угорщина (HUN)   | 3:32.392 |
| 3     | Артур Петерс      | Бельгія (BEL)    | 3:33.521 |
| 4     | Олексій Мочалов   | Узбекистан (UZB) | 3:34.807 |
| 5     | Cyrille Carré     | Франція (FRA)    | 3:36.606 |
| 6     | Рафал Росольський | Польща (POL)     | 3:39.021 |
| 7     | Dejan Pajić       | Сербія (SRB)     | 3:40.502 |
| 8     | Mohamed Mrabet    | Туніс (TUN)      | 3:45.122 |

#### Фінал A
| Місце | Спортсмен        | Країна           | Час      |
| ----- | ---------------- | ---------------- | -------- |
| 1     | Маркус Вальц     | Іспанія (ESP)    | 3:31.447 |
| 2     | Йозеф Достал     | Чехія (CZE)      | 3:32.145 |
| 3     | Роман Аношкін    | Росія (RUS)      | 3:33.363 |
| 4     | Маррей Стюарт    | Австралія (AUS)  | 3:33.741 |
| 5     | Фернандо Пімента | Португалія (POR) | 3:35.349 |
| 6     | Рене Поульсен    | Данія (DEN)      | 3:36.840 |
| 7     | Макс Гофф        | Німеччина (GER)  | 3:37.581 |
| 8     | Петер Гелле      | Словаччина (SVK) | 3:40.691 |